# Sulujunglevliegenvanger
De sulujunglevliegenvanger (Cyornis ocularis) is een zangvogel uit de familie Muscicapidae (vliegenvangers). De vogel is in 1894 door  Frank Swift Bourns en Dean Conant Worcester als soort Rhynomyias occularis geldig beschreven. Later werd het soortbegrip ruimer gedefinieerd en werd dit taxon een ondersoort van de roodstaartjunglevliegenvanger (C. ruficauda). DNA onderzoek na de laatste eeuwwisseling leidde tot een minder ruim soortbegrip en daardoor werd het taxon weer afgesplitst tot aparte soort, hoewel hierover geen consensus is.

## Kenmerken
De vogel is 14,5 tot 15 cm lang. Het is een onopvallende vliegenvanger die sterk lijkt op de roodstaartjunglevliegenvanger: van boven grijsbruin, van onder lichtgrijs tot donkergrijs op de borst. De vogel is iets lichter op de keel.

## Verspreiding en leefgebied
De soort is endemisch op de Sulu-eilanden (Filipijnen). De leefgebieden liggen in tropisch laagland- en heuvellandbos. De populaties lijden aan habitatverlies.